# Onew
Lee Jin-ki, besser bekannt unter seinem Künstlernamen Onew (* 14. Dezember 1989 in Gwangmyeong, Gyeonggi-do, Südkorea), ist ein südkoreanischer Sänger, Songwriter, Schauspieler und Moderator. Am 25. Mai 2008 hatte er als Mitglied der K-Pop-Gruppe SHINee, welche vom SM Entertainment gegründet wurde, sein Debüt.

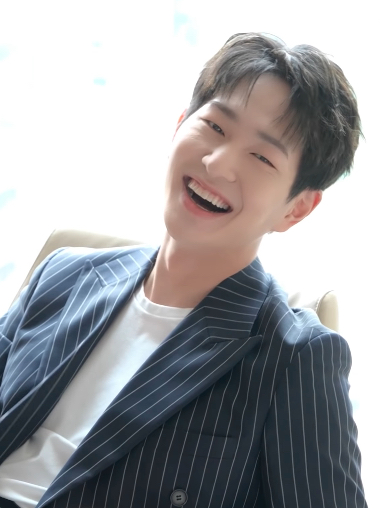
Onew im Jahr 2021

## Leben und Karriere
Siehe auch: Shinee
Lee Jin-ki ist am 14. Dezember 1989 in Gwangmyeong, Gyeonggi-do, Südkorea als ein Einzelkind geboren.
Er ist sehr schüchtern, wenn es darum geht, sich vor anderen zu präsentieren bzw. vorzustellen, weshalb er trotz seines Talentes in Singen und Instrumentespielen – wie z. B. Piano – nie freiwillig zu Castings ging, bis er letztendlich im Jahr 2006 bei den S.M. Academy Castings des SM Entertainments, einem der so genannten Big Three, entdeckt wurde.
Zwei Jahre später, im Alter von 17 Jahren, hatte Lee Jin-ki als Onew sein Debüt in der K-Pop-Gruppe SHINee, in welcher er die Positionen des Leaders und des Lead Vocalists übernahm.
SHINee veröffentlichte sieben koreanischsprachige Alben und fünf weitere, die sich an den japanischen Markt richteten. Das jüngste Album „Atlantis“ erschien im April 2021. Die koreanische Boygroup ist bekannt für ihren manchmal ziemlich gewagten Stil und gilt somit als Trendsetter, zudem tragen sie den Beinamen „Prinzen des K-Pop“.
Im Jahr 2010 hatte Onew dann seine erste Rolle in der Fernsehserie „Dr. Champ“. Viele weitere Rollen, unter anderen in den K-Dramen „Pure Love“ (2013), „Royal Villa“ (2013) und „Descendants of the Sun“ (2016), folgten. Auch als Moderator in Shows wie „Night Star“ (2010) oder „Show! Music Core“ (2010–2011) war er tätig.
Sein erstes Solo-Debüt hatte Onew am 5. Dezember 2018 mit seinem ersten Mini-Album „VOICE“, in der seine einzigartige Stimme besonders gut hervorgehoben wird. Fünf Tage später wurde der nun 28-Jährige in den Militärdienst eingezogen.
Ende 2020 kam Onew als erstes Mitglied seiner Gruppe zurück aus dem Militärdienst und ein gemeinsames Comeback folgte Ende Januar 2021. Das oben erwähnte Album „Atlantis“ entstand, ehe die Gruppenaktivitäten wiederholt eingestellt werden mussten, da nun auch das jüngste Mitglied zum Militärdienst eingezogen wurde.

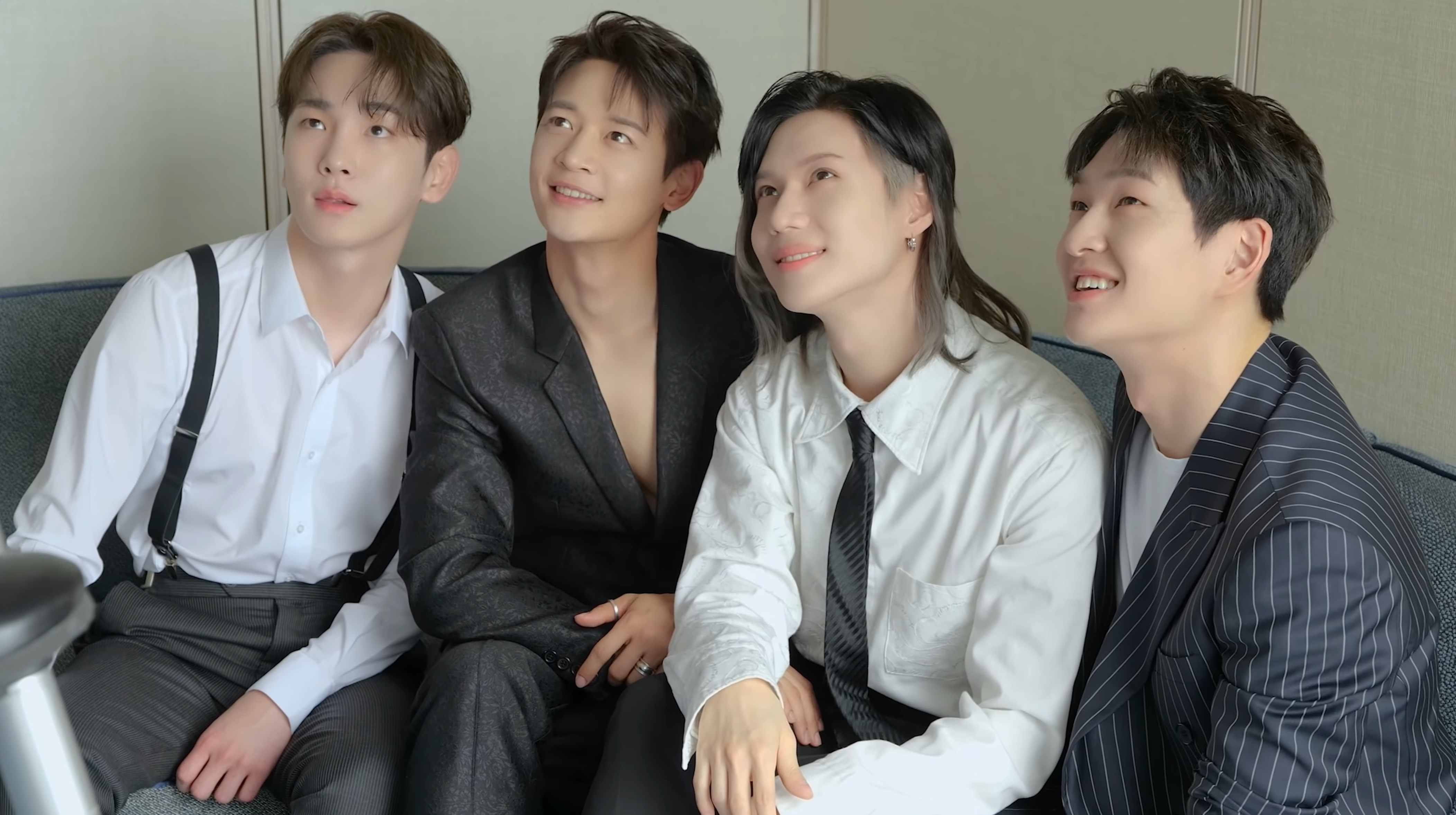
SHINee im Jahr 2021 von links nach rechts: Key, Minho, Taemin, Onew

## Diskografie

### SHINee
Siehe: Shinee

### Solo
- VOICE – The 1st Mini Album (2018)
- DICE – The 2nd Mini Album (2022)
- Circle – The 1st Album (2023)

### Singles

#### Collaborations
- „One Year Later“ with Jessica (2009)
- „Starry Night“ with Lee Jin-ah (2016)
- „Lullaby“ with Roco of Rocoberry (2017)
- „Way“ with Punch (2021)
- „Ordinary Day“ with Kyuhyun und Taeil (2021)

#### Als featured Artist
- „Vanilla Love“ Lee Hyun-ji feat. Onew (2008)
- „Vanilla Love Part 2“ Lee Hyun-ji feat. Onew (2009)
- „Play the Field“ Kim Yeon-woo feat. Onew, Yoo In-na (2018)

### Songwriting
- „Your Name“ by SHINee (2010)
- „Shout Out“ by SHINee (2010)
- „So Amazing“ by SHINee (2016)
- „Beautiful Life“ by SHINee (2016)
- „Play the Field“ by Kim Yeon-woo feat. Onew, Yoo In-na (2018)
- „Our Page“ by SHINee (2018)
- „Sunny Side“ by SHINee (2018)
- „Illusion“ by Onew (2018)
- „Shine on you“ by Onew (2018)
- „Way“ by Onew and Punch (2021)

## Filmografie

### Filme
| Jahr | Titel            | Rolle             | Anmerkungen                |
| ---- | ---------------- | ----------------- | -------------------------- |
| 2012 | I Am             | Onew (Lee Jin-ki) | Biografie über SM Town     |
| 2015 | SMTOWN The Stage | Onew (Lee Jin-ki) | Dokumentation über SM Town |

### Fernsehserie
| Jahr | Titel                            | Rolle                             |
| ---- | -------------------------------- | --------------------------------- |
| 2010 | Dr. Champ Athena: Goddess of War | Park Ki-young Onew (Lee Jin-ki)   |
| 2012 | Oh My God x2                     | Onew (Lee Jin-ki)                 |
| 2013 | Pure Love Welcome to Royal Villa | Choi Joon-young's Cousin Baek-soo |
| 2016 | Descendants of the Sun           | Lee Chi-hoon                      |

### TV-Shows
| Jahr      | Titel                                               | Rolle          |
| --------- | --------------------------------------------------- | -------------- |
| 2010      | Night Star                                          | Moderator      |
| 2010–2011 | Show! Music Core                                    | Moderator      |
| 2014      | Las of the Jungle                                   | Hauptbesetzung |
| 2016      | Eat, Sleep, Eat in Kudar Eat, Sleep, Eat in Sentosa | Hauptbesetzung |
| 2021      | Sea of Hope                                         | Hauptbesetzung |

### Web-Shows
| Jahr | Titel                                       |
| ---- | ------------------------------------------- |
| 2020 | Jinki Jangpan                               |
| 2021 | March of the Ants Chapter Soldier Idol Camp |

## Musiktheater
| Jahr | Titel                                                     | Rolle                         | Anmerkungen                          |
| ---- | --------------------------------------------------------- | ----------------------------- | ------------------------------------ |
| 2010 | Brothers Were Brave Rock of Ages                          | Joo-bong Drew                 | Nebenrolle/Fürhende Rolle            |
| 2019 | Shinheung Military Academy Return: The Promise of the Day | Jin Chung-chun Young Seung-ho | Hauptrolle Nebenrolle/Führende Rolle |
| 2021 | Midnight Sun                                              | Jung Ha-ram                   | Hauptrolle                           |